# 德鲁昂餐厅
德鲁昂餐厅 （Drouant）是一个著名餐厅，位于 巴黎第二区加永广场（Place Gaillon）16-18号。1880年由夏尔·德鲁昂（Charles Drouant）创办。自1914年起，每年11月，龚古尔文学奖在此进行评选, 自1926年起，勒诺多文学奖也同时在此进行评选。

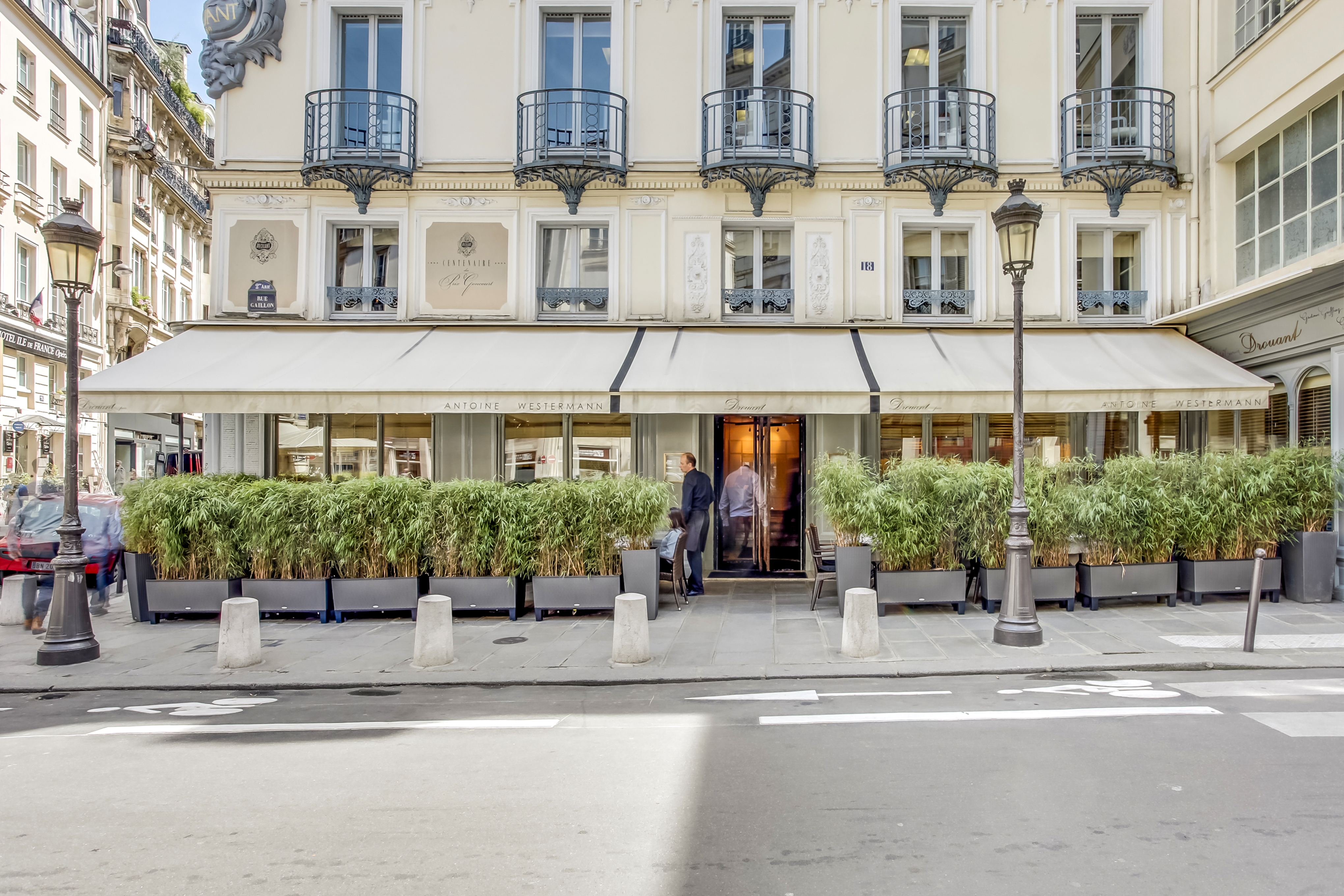
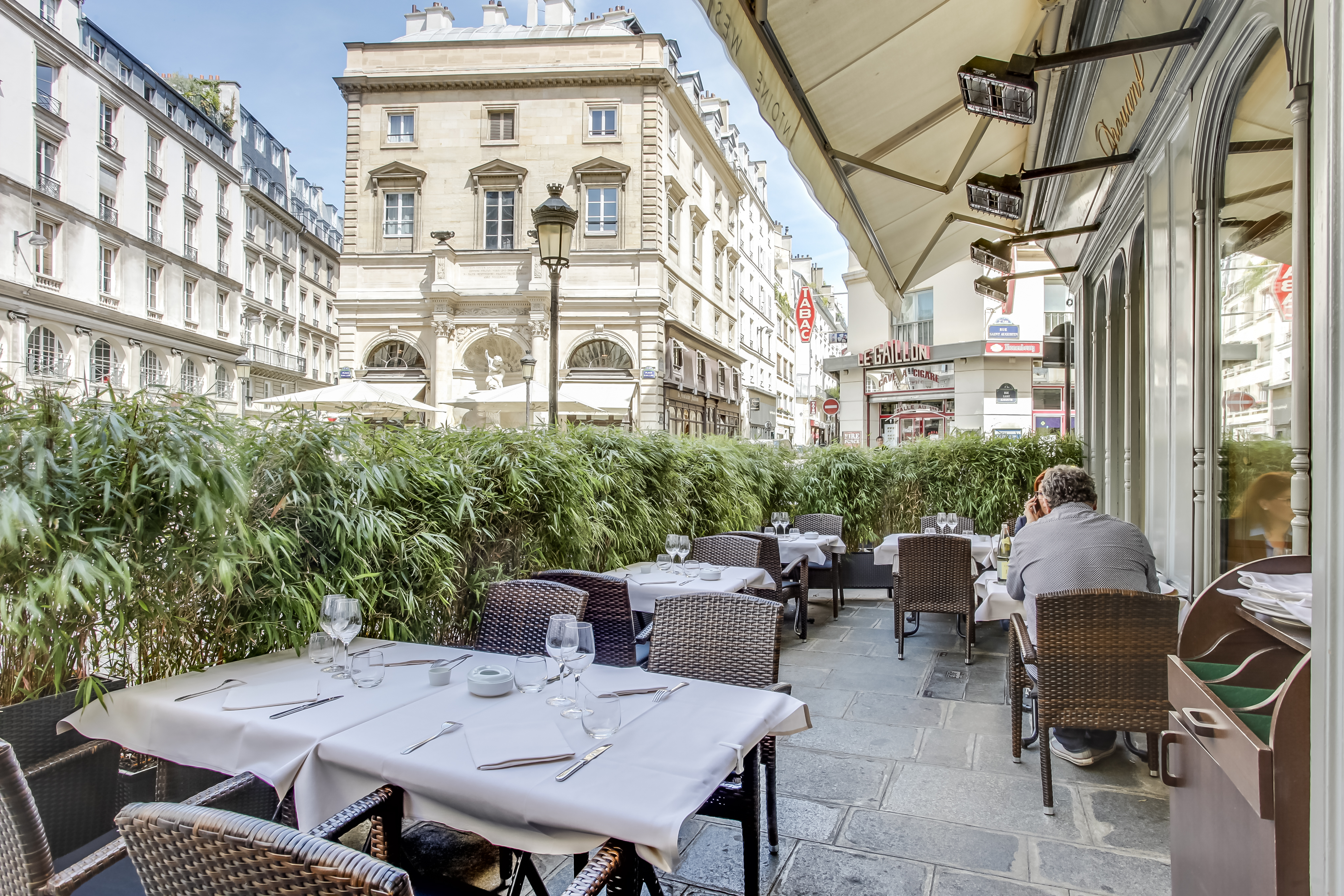
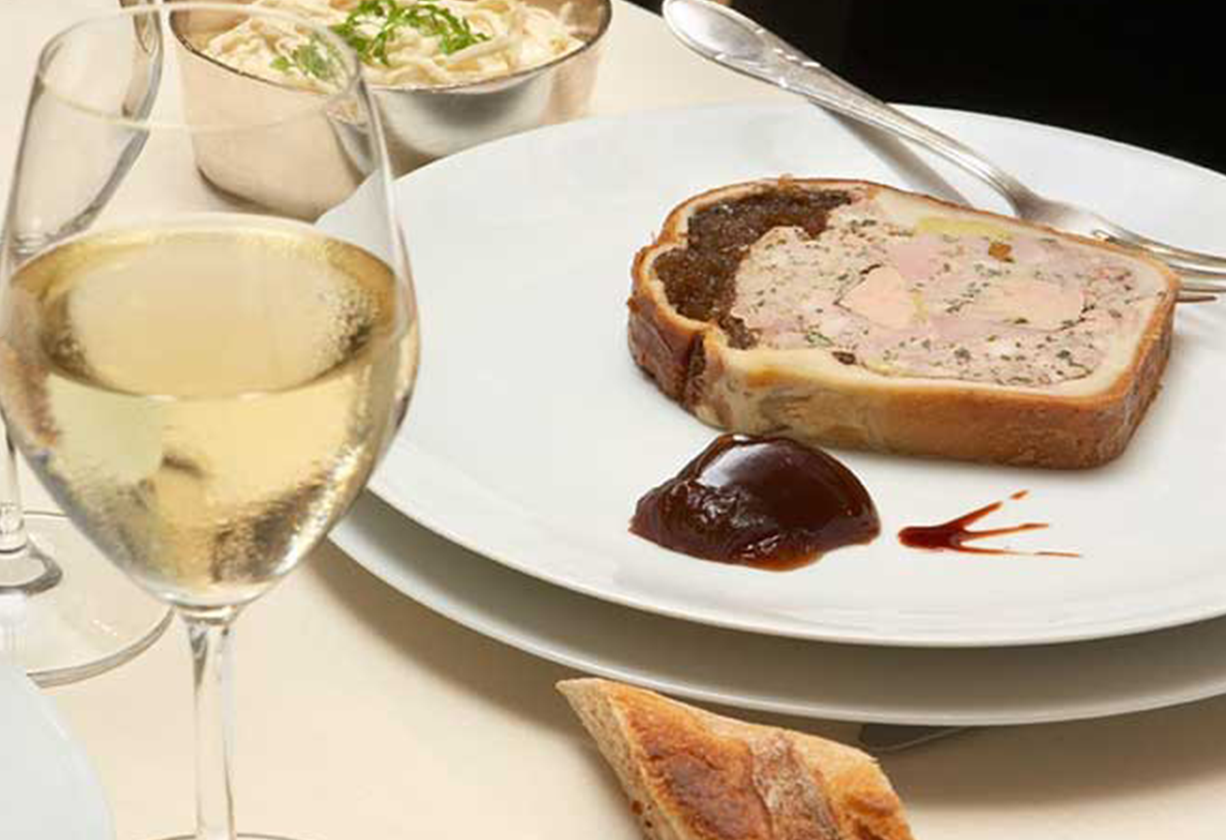

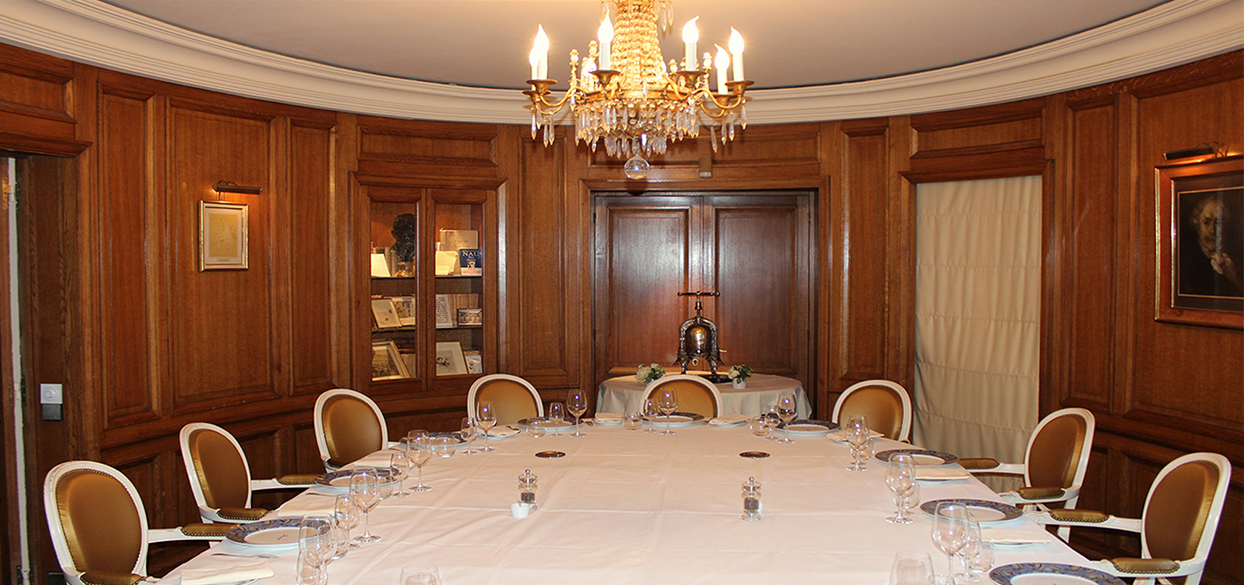
龚古尔厅
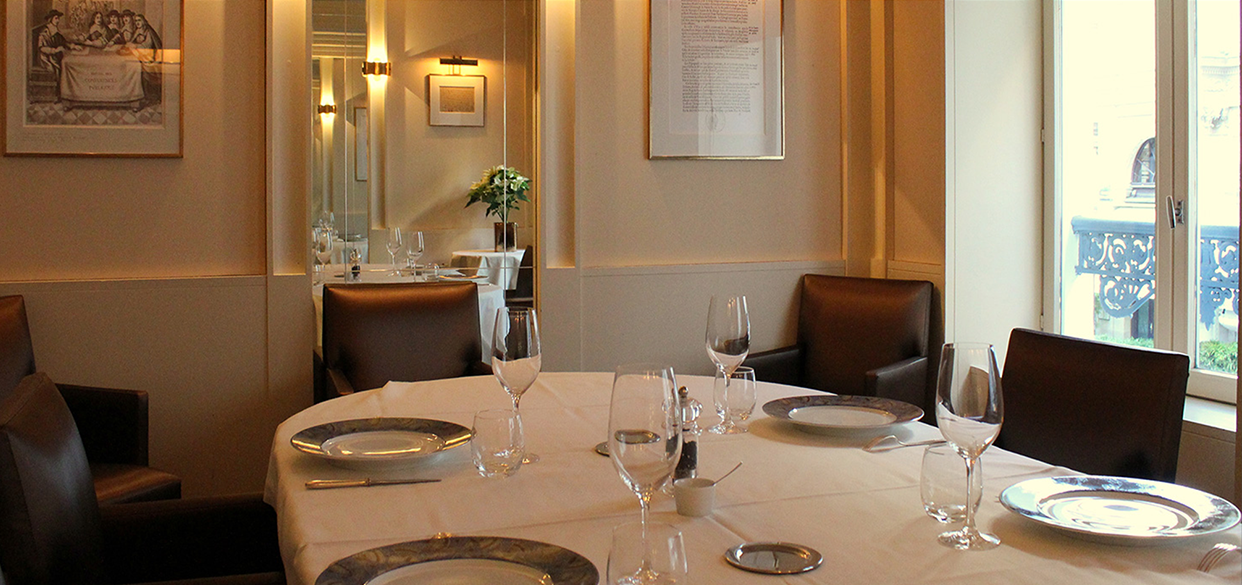
勒诺多厅